# Gele stekelzwam
De gele stekelzwam (Hydnum repandum, culinair bekend als Pied de mouton) is een paddenstoel die behoort tot de familie Hydnaceae. De schimmel groeit in loof- en naaldbossen. De paddenstoelen, die vaak bij de steel met elkaar vergroeid zijn, verschijnen van juli tot november. Bij beschadiging verkleurt de paddenstoel roestgeel.

## Kenmerken

### Uiterlijke kenmerken
Hoed
De hoed heeft een diameter van 2 tot 15 cm. De kleur is bleekgeel. De vom is in het begin sterk gewelfd en wordt later plat met een kuiltje in het midden. Het vlees is vast en bros. Aan de onderkant is de paddenstoel witachtig tot zalmrood. De onderkant is bedekt met 2 tot 6 mm lange, brosse, witte stekels die aan de stekels van een stekelvarken doen denken.
Steel
De steel is tot 8 cm lang, cilindrisch en de kleur is helderder dan de hoed. 
Geur en smaak
De paddenstoel heeft een lichte, aangename geur en een peperachtige bij ouder worden iets bittere smaak. 
Sporenprint
De sporenprint is bleek crème.

### Microscopische kenmerken
De basidiosporen zijn glad, dunwandig en hyaliene, min of meer bolvormig tot breed eivormig en meten 5,5–7,5 × 4,5–5,5 µm. Ze bevatten meestal een enkele, grote brekende oliedruppel. De basidia zijn knotsvormig, viersporig en meten 30–45 × 6–10 µm. De cuticula van de hoed is een trichodermium (waar de buitenste hyfen ongeveer parallel ontstaan, zoals haren, loodrecht op het oppervlak van de hoed) van smalle, knotsvormige cellen die 2,5–4 µm breed zijn. Onder dit weefsel bevindt zich de subhymeniale laag van verweven hyfen met een diameter van 10–20 µm. Het weefsel van de steel is gemaakt van smalle (2–5 µm diameter), dunwandige hyfen met gespen.

## Verspreiding
De paddenstoel komt voor in Europa, Noord-Amerika, Australië, Nieuw-Zeeland en sommige Zuid-Amerikaanse an Aziatische landen. In Nederland is de status vrij algemeen. Hij kan met name in het oosten van het land worden aangetroffen, maar er zijn ook waarnemingen (aanmerkelijk minder) in het westen. De soort staat op de Nederlandse Rode lijst van paddenstoelen als bedreigd. 

## Eetbaarheid
Jonge exemplaren zijn goed eetbaar. Er zijn geen giftige paddenstoelen die op deze paddenstoel lijken. Wel kan de gele stekelzwam verward worden met de eveneens eetbare rossige stekelzwam (Hydnum rufescens).